# Frederiksberg (métro de Copenhague)
Pour l’article homonyme, voir Frederiksberg.
Frederiksberg est une station des lignes 1, 2, et 3 du métro de Copenhague située sur la commune de Frederiksberg.

## Situation
Frederiksberg est desservie par les lignes 1 et 2 du métro de Copenhague. Cette station souterraine se trouve sur le tronçon commun à ces deux lignes, entre Fasanvej et Forum.
Elle est également desservie par la lignes 3 du métro de Copenhague. Cette station souterraine se trouve entre Frederiksberg Allé et Aksel Møllers Have.

## Histoire
La station de Frederiksberg était autrefois une gare de voyageur inaugurée le 17 octobre 1864. Elle était un arrêt sur la ligne Copenhague-Roskilde. En 1911, avec la construction de la nouvelle gare centrale de Copenhague, la station ne fut plus desservie. Seuls les convois de marchandises transitaient par cette gare. En 1930, les protestations des usagers permirent de rétablir une ligne locale formant une première ceinture périphérique ferroviaire. En 1934, la ligne fut électrifiée et le train express régional, S-tog, eut son terminus à la gare de Frederiksberg. 
Entre 1934 et 1998, la gare de Frederiksberg était desservie par une ligne de trains de banlieue. La gare a été démolie et le quartier réaménagé pour permettre l'arrivée du métro en souterrain en remplacement des trains de la ligne F du S-tog. 
La station de métro Frederiksberg a ouvert au public le 29 mai 2003 à l'occasion de la mise en service du prolongement nord des lignes 1 et 2 du métro de Copenhague.
Elle est également desservie par la ligne 3 du métro du Copenhague depuis sa mise en service le 29 septembre 2019. 

## À proximité
- Frederiksberg Centret : centre commercial
- Copenhagen Business School : école de commerce de Copenhague
- Hôtel de ville de Frederiksberg (en danois Frederiksberg Rådhus)